# Ајикур
Ајикур (фр. Haillicourt) насеље је и општина у североисточној Француској у региону Север-Па де Кале, у департману Па де Кале која припада префектури Béthune.
По подацима из 2011. године у општини је живело 4947 становника, а густина насељености је износила 1109,19 становника/km². Општина се простире на површини од 4,46 km². Налази се на средњој надморској висини од 70 метара (максималној 93 m, а минималној 39 m).

## Демографија
| 1962. | 1968. | 1975. | 1982. | 1990. | 1999. | 2011. |
| ----- | ----- | ----- | ----- | ----- | ----- | ----- |
| 6.080 | 6.089 | 5.517 | 5.370 | 5.151 | 5.007 | 4.947 |

График промене броја становника у току последњих година